# Donja Konjuša
Donja Konjuša (cyr. Доња Коњуша) – wieś w Serbii, w okręgu toplickim, w mieście Prokuplje. W 2011 roku liczyła 246 mieszkańców.